# 노마 레이
《노마 레이》(영어: Norma Rae)는 미국에서 제작된 마틴 릿 감독의 1979년 드라마 영화이다. 샐리 필드 등이 출연하였고, 터마라 아세예브 등이 제작에 참여하였다.

## 줄거리
노마 레이 윌슨은 노동 환경이 열악한 솜 공장 직원이며 아버지가 다른 두 아이를 둔 한부모이다. 노마가 공장에 자주 항의를 하자 경영진은 관심을 돌릴 의도에서 노마에게 다른 직원들이 할당량을 채우는지 감시하는 역을 맡긴다. 아버지를 비롯한 동료들에게 배신자로 낙인이 찍히자 노마는 해고를 요구하고, 다시 일반 직원으로 강등된다. 노마는 전 동료이며 딸 하나가 있는 이혼남 소니에게 청혼을 받고 이를 받아들인다. 
뉴욕에서 온 노동조합 조직가 루번의 연설에 고무된 노마는 공장에 노조를 만들려는 노력에 동참한다. 아버지는 배정된 휴식 시간을 기다리다가 심근 경색으로 사망한다. 경영진은 교대 근무를 재조정해 직원들이 더 적은 임금으로 더 많이 일하게 만든다. 또한 흑백 직원 간에 갈등을 조장하기 위해 인종 차별적인 욕설이 담긴 전단지를 만든다. 정부에서 제재를 얻어내려는 루번의 지시로 노마는 전단지 내용을 베껴 증거를 확보하려다가 일터 방해를 사유로 해고를 당한다. 경영진이 노마를 공장에서 끌어내려고 경찰에 신고를 하고 보안관을 기다리는 사이 노마는 "노조(UNION)"라고 적은 판지를 들고 작업대 위에 올라서고 다른 직원들이 이에 동조해 기계 가동을 멈춘다. 노마는 구치소에 갇히지만 루번이 꺼내주고, 노조 결성 투표는 약 100표 차로 가결된다. 루번은 노마에게 반해있지만 노마가 남편 소니를 사랑하는 것을 알기에 악수로 작별하고 뉴욕으로 돌아간다. 

## 출연진
- 샐리 필드
- 보 브리지스
- 론 리브먼
- 팻 힝글
- 바버라 백슬리
- 게일 스트리클런드
- 모건 폴
- 로버트 브로일스
- 존 캘빈
- 부스 콜먼
- 리 더브루
- 제임스 루이시
- 그레고리 월콧
- 버트 프리드
- 프랭크 맥레이
- 그레이스 저브리스키
- 샌드라 도시
- 조지 R. 로버트슨
- 찰리 브리그스

## 기타 제작진
- 배역: 제인 파인버그, 마이크 펜턴
- 미술: 월터 스콧 헌던
- 세트: 그레고리 개리슨